# بيت الشمس المشرقة (أغنية)

بيت الشمس المشرقة (بالإنجليزية: The House of the Rising Sun) أغنية شعبية تقليدية، تسمى أحيانا «بلوز الشمس المشرقة Rising Sun Blues». تروي الأغنية قصة عن سوء حياة شاب في مدينة نيو أورلينز؛ كما تحث العديد من الشباب الآخرين أو الآباء والأطفال على تجنب المصير نفسه. كانت النسخة التجارية الأكثر نجاحا، هي التي سجلها في عام 1964 فريق الروك البريطاني «انيمالز»، وكانت الأغنية رقم واحد على قائمة أفضل الأغاني للمملكة المتحدة، وأيضًا في الولايات المتحدة وفرنسا.
كانت أول أغنية شعبية تقليدية سجلتها إحدى فرق الروك الكهربائية، وصفها النقاد بأنها «أول أغنية شعبية لموسيقى الروك». تم جمع الأغنية لأول مرة في منطقة أبالاتشي في ثلاثينيات القرن الماضي، ولكن من المحتمل أن تعود جذورها إلى الأغنية الشعبية الإنجليزية التقليدية.

## أصل الأغنية والإصدارات الأولى
ان أصل تأليف «بيت الشمس المشرقة» غير مؤكد، مثل العديد من الأغاني الشعبية الكلاسيكية. يقول علماء الموسيقى إنها تستند إلى تقليد الأغاني الشعبية العريضة، ولها بعض التشابه من حيث الموضوع مع أغنية القرن السادس عشر «الخليع المؤسف The Unfortunate Rake»، ومع ذلك لا يوجد دليل يشير إلى وجود أي علاقة مباشرة. حسب آلان لوماكس (عالم موسيقى الشعوب)، كان اسم «الشمس المشرقة» اسم بيت دعارة في أغنيتين انجليزيتين تقليديتين، وكان أيضًا اسمًا للحانات الإنجليزية. واقترح كذلك أن اللحن قد يكون مرتبطًا بأغنية شعبية تعود إلى القرن السابع عشر.
قيل أن «بيت الشمس المشرقة» كان معروف لدى عمال المناجم في عام 1905. أقدم نسخة منشورة للكلمات هي تلك التي طبعها روبرت وينسلو جوردون في عام 1925، في عمود «الأغاني القديمة التي غنى بها الرجال» في مجلة المغامرات.

## نسخة فريق الأنيمالز
كشفت مقابلة مع إريك بوردون (مغني فريق انيمالز) أنه سمع الأغنية لأول مرة في نادٍ في نيوكاسل بإنجلترا، حيث غناها المغني الشعبي جوني هاندل، وكان الفريق في جولة مع تشاك بيري، الذي اختارهم لأنهم يقدموا شيئًا مميزًا للغناء. كان الفريق بدأ توزيع الأغنية القديمة «الشمس المشرقة» أثناء جولة تشاك بيري، كما كان الفريق ينهي بها فقرته الغنائية ليتميز عن باقي فرق الروك التي اعتادت انهاء فقرتها بأغنية روك سريعة لتثير حماس الجمهور قبل مغادرتهم خشبة المسرح.
أقتنع المنتج ميكي موست اخيراً، أن الأغنية حققت نجاحًا كبيرًا، وبين توقف الجولات الغنائية، ذهب الفريق إلى أستوديو تسجيل صغير في كينجزواي بلندن لتسجيل الأغنية.
تم تسجيل الأغنية من أول تجربة في 18 مايو 1964، وهي تبدأ بعزف جيتار كهربائي، أصبح مشهوراً جداً الآن، ونغمة (A minor chord) صغيرة وأربيجيو (نغمة متقطعة إلى نوتات متوالية) من لاعب الجيتار هيلتون فالنتين، الذي قال: «أخذت ببساطة تسلسل نغمة بوب ديلان وعزفتها كأنها صوت تتابعي».
طاقم العزف والتسجيل
إريك بوردون: غناء
هيلتون فالنتين: جيتار كهربائي
تشاس تشاندلر: جيتار باس
آلان برايس: أورج
جون ستيل: طبول وإيقاع
استقبال نسخة أنيمالز
عبرت شهرة الأغنية المحيط الأطلسي: بعد وصولها إلى قمة قائمة أغاني البوب في المملكة المتحدة في يوليو 1964، تصدرت قائمة أغاني البوب الأمريكية بعد شهرين، في 5 سبتمبر 1964، حيث بقيت لمدة ثلاثة أسابيع على القمة، وأصبحت الجزء الأول غير المرتبط بفريق البيتلز من الغزو البريطاني (غزو موسيقى بريطانية للولايات المتحدة). كانت هذه هي انطلاقة الفريق في كلا البلدين وأصبحت أغنيتهم المميزة. حققت الأغنية نجاحًا كبيرًا أيضًا في أيرلندا مرتين، وبلغت ذروتها في المرتبة العاشرة عند إصدارها الأولي في عام 1964، ووصلت لاحقًا إلى الذروة عندما أعيد إصدارها في عام 1982.
قال جون ستيل (قارع طبول الفريق)، أن بوب ديلان أخبره أنه عندما سمع لأول مرة نسخة فريق انيمالز على راديو سيارته، توقف للاستماع، وقفز من سيارته، وضرب على غطاء المحرك، وكانت الأغنية سبب إلهامه ليعزف الجيتار الكهربائي في أغانية بدلاً من الالتزام بالجيتار الصوتي (أكوستك) فقط.
نسخة فريق انيمالز حول العالم
احتلت الأغنية المركز الأول عام 1964 في: الولايات المتحدة – المملكة المتحدة – كندا.
ظهرت الأغنية على قوائم أفضل عشرة أغاني عام 1964 في: نيوزيلندا – بلجيكا – هولندا – ألمانيا – أيرلندا.
ظهرت عند إعادة صدورها عام 1982 في: أيرلندا (المركز 5) – المملكة المتحدة (المركز 11).
حصلت على الجائزة البلاتينية في المملكة المتحدة  وإيطاليا.
حصلت على جائزة الأسطوانة الذهبية في الدنمارك.

## نسخة فريق فريجيد بينك

فريجيد بينك (بيت الشمس المشرقة)

سجل الفريق الأمريكي فريجيد بينك نسخته من «بيت الشمس المشرقة» عام 1969، بإسلوب السيكاديلك روك، والتي أصبحت نجاحًا عالميًا في عام 1970، كان يقودها جيتار «جاري راي طومسون» المشوه بتأثيرات الفاز والوه واه، في مواجهة قرع الطبول المحموم من «ريتشارد ستيفيرز».
تم تسجيل الأغنية على عجل وبشكل مرتجل عندما كان هناك وقت متبقٍ في جلسة تسجيل تم حجزها للمجموعة في استوديوهات تبرا شيرما. قام ستيفيرز بتشغيل مقتطفات من جلسة التسجيل في حضور بول كانون، مدير الموسيقى لمحطة راديو روك الرئيسية في ديترويت، الذي كان أيضا والد صديقة ستيفيرز، وحسب رواية ستيفيرز انه عندما بدأت أغنية «بيت الشمس المشرقة» قال: «أوقفت التسجيل على الفور لأنه لم يكن شيئًا أريده حقًا أن يسمعه»، ومع ذلك، كان كانون مفتونًا وجعل ستيفيرز يشغل الأغنية كامله له، ونصح ستيفيرز ان يطلب من مدير شركة تسجيل ألبومهم أن يسقط أغنية «الله منحك لي» المزمع صدورها كأغنية فردية، واصدار هذه الأغنية بدلاً منها.
صعدت نسخة فريجيد بينك إلى المركز الرابع في المملكة المتحدة  ورقم 7 في الولايات المتحدة في عام 1970، وحازت على جائزة الأسطوانة الذهبية حسب رابطة صناعة التسجيلات الأمريكية لمبيعات تفوق المليون نسخة في الولايات المتحدة، كما حازت نسختهم على اليوتيوب (تسجيل استوديو / تسجيل حي) على مشاهدات تفوق 5.390.000 مشاهدة.

## نسخ أخرى للأغنية
قدم عدد 551 فناناً نسخ مختلفة لأغنية «بيت الشمس المشرقة» كان أبرزها:
جوان بايز أكتوبر 1960 - ميريام ماكيبا 1960 - نينا سيمون ديسمبر 1961 -  بوب ديلان مارس 1962 – السوبريمز أكتوبر 1964 - ماريان فيثفول أكتوبر 1964 - سانتا إزميرالدا 1977 - فيكي لياندروس 1978 - دوللي بارتون نوفمبر 1980 - تريسي تشابمان مارس 1990 – بيتر بول و ماري نوفمبر 1995 - مانفريد مان نوفمبر 2009.

## وصلات خارجية
https://www.songfacts.com/facts/the-animals/the-house-of-the-rising-sun بيت الشمس المشرقة (أغنية)
https://www.americanbluesscene.com/a-brief-history-of-house-of-the-rising-sun/ بيت الشمس المشرقة (أغنية)
https://www.partitions-domaine-public.fr/ بيت الشمس المشرقة (أغنية)
https://www.youtube.com/watch?v=t40INnb6DnY بيت الشمس المشرقة (أغنية)
https://www.youtube.com/watch?v=4-43lLKaqBQ بيت الشمس المشرقة (أغنية)
https://archive.org/details/afc1937001_1404A1 بيت الشمس المشرقة (أغنية)